# Entoloma viiduense
Entoloma viiduense är en svampart som tillhör divisionen basidiesvampar, och som beskrevs av Machiel Evert ("Chiel") Noordeloos och Liiv. Entoloma viiduense ingår i släktet Entoloma, och familjen Entolomataceae. Enligt den finländska rödlistan är arten otillräckligt studerad i Finland. Enligt den svenska rödlistan är arten otillräckligt studerad i Sverige. Arten förekommer i Öland. Artens livsmiljö är torr eller mesisk örtrik skog.